# Бакінгем (Вірджинія)
Бакінгем (англ. Buckingham) — переписна місцевість (CDP) в США, в окрузі Бакінгем штату Вірджинія. Населення — 129 осіб (2020).

## Географія
Бакінгем розташований за координатами 37°33′21″ пн. ш. 78°33′5″ зх. д. / 37.55583° пн. ш. 78.55139° зх. д. (37.555959, -78.551298).  За даними Бюро перепису населення США в 2010 році переписна місцевість мала площу 2,90 км², з яких 2,89 км² — суходіл та 0,01 км² — водойми.

## Демографія
Згідно з переписом 2010 року, у переписній місцевості мешкали 133 особи в 53 домогосподарствах у складі 37 родин. Густота населення становила 46 осіб/км².  Було 72 помешкання (25/км²).
Расовий склад населення:
| - 66,2 % — білих - 30,1 % — чорних або афроамериканців |

До двох чи більше рас належало 3,0 %. Частка іспаномовних становила 0,0 % від усіх жителів.
За віковим діапазоном населення розподілялося таким чином: 24,1 % — особи молодші 18 років, 66,1 % — особи у віці 18—64 років, 9,8 % — особи у віці 65 років та старші. Медіана віку мешканця становила 37,9 року. На 100 осіб жіночої статі у переписній місцевості припадало 95,6 чоловіків;  на 100 жінок у віці від 18 років та старших — 77,2 чоловіків також старших 18 років.
Середній дохід на одне домашнє господарство  становив 68 657 доларів США (медіана — 78 125), а середній дохід на одну сім'ю — 75 195 доларів (медіана — 79 792). 
Цивільне працевлаштоване населення становило 87 осіб. Основні галузі зайнятості: мистецтво, розваги та відпочинок — 28,7 %, науковці, спеціалісти, менеджери — 21,8 %, освіта, охорона здоров'я та соціальна допомога — 21,8 %.